# Кастерон
Кастерон (фр. Castéron) насеље је и општина у јужној Француској у региону Миди Пирене, у департману Жерс која припада префектури Кондом.
По подацима из 2011. године у општини је живело 61 становника, а густина насељености је износила 5,51 становника/km². Општина се простире на површини од 11,08 km². Налази се на средњој надморској висини од 266 метара (максималној 267 m, а минималној 165 m).

## Демографија
| 1962. | 1968. | 1975. | 1982. | 1990. | 1999. | 2011. |
| ----- | ----- | ----- | ----- | ----- | ----- | ----- |
| 115   | 128   | 116   | 97    | 67    | 58    | 61    |

График промене броја становника у току последњих година